# حمید لولایی
حمید لولایی (زادهٔ ۳ دی ۱۳۳۴) بازیگر ایرانی است. او برای بازی در فیلم چند می‌گیری گریه کنی (۱۳۸۴) برندهٔ سیمرغ بلورین بهترین بازیگر نقش مکمل مرد جشنواره فیلم فجر شد.
او با مجموعهٔ تلویزیونی زیر آسمان شهر در نقش «خشایار مستوفی» به شهرت رسید و شهرت وی با مجموعه‌های خانه به دوش در نقش «آقا ماشاالله» و مسافران در نقش «فرخ افروخته» ادامه یافت.

## زندگی شخصی و هنری
حمید لولایی در سال ۱۳۳۴ در محله عشرت‌آباد تهران به دنیا آمد و اصالتاً از گیلان است، اما دوران کودکی خود را در محله‌ای نزدیک میدان عشرت‌آباد سپری کرده است. وی در یک خانواده پرجمعیت به دنیا آمده و دارای ۹ خواهر و برادر است. لولایی در سال ۱۳۶۹ ازدواج کرد و دارای دو فرزند دختر هست.
او فعالیت خود را از سال ۱۳۵۸ آغاز کرد. در این سال، رضا قاسمی او را برای ایفای نقش در تئاتر سبزه، دوست بچه‌ها به کارگردان آن، رضا ژیان پیشنهاد داد و او در این نمایش، در دو نقشِ «فیل» و «دارکوب» ظاهر شد. سپس در سال ۱۳۵۹ در نمایش بچه‌ها و خمرهٔ سخنگو به کارگردانی سیاوش طهمورث بازی کرد و کمی بعد در تئاتر آن شصت نفر، آن شصت هزار به کارگردانی بهرام ابراهیمی به ایفای نقش پرداخت.
وی پس از انجام چند تئاتر در یک فیلم سینمایی نیز نقش آفرینی کرد که به خاطر ضعیف بودن آن به اکران عمومی نرسید. سریال سربداران اولین تجربه تلویزیونی لولایی بود که در دو سکانس آن با گریمی سنگین حضور داشت اما در پخش، بازی‌های او به دلیل کوتاه‌تر شدن سریال، حذف شد. پس از این اتفاق به مدت ۸ سال از فضای بازیگری تقریباً دور شده و به عنوان مدیر سینما آزادی فعالیت می‌کرد. بالاخره در سال ۱۳۷۰ با سریال فراموش‌خانه دیده شد و از مدیریت سینما استعفا داد و به بازیگری روی آورد و مدتی بعد علی عمرانی از او خواست تا در مجموعه طنز ساعت خوش ایفای نقش کند. داریوش کاردان اولین کسی بود که قابلیت‌های حمید لولایی را در عرصه کمدی کشف کرد و برای حضور در سریال نوروز ۷۲ از او دعوت کرد اما سریال «ساعت خوش» باعث شناخته تر شدن بیشتر او شد تا اینکه پس از چند سال دوری با ایفای نقش «خشایار مستوفی» در مجموعه زیر آسمان شهر به کارگردانی مهران غفوریان دوباره به بازیگری مطرح تبدیل شد. از دیگر نقش‌های مهم او بازی در مجموعه‌های ترش و شیرین، چارخونه و فیلم چند می‌گیری گریه کنی می‌باشد.

## فیلم‌شناسی

### سینما
| سال  | نام                      | کارگردان         | نقش           |
| ---- | ------------------------ | ---------------- | ------------- |
| ۱۴۰۰ | آشوب                     | سیدمصطفی آزاد    |               |
| ۱۴۰۰ | دختر دیروز               | مانی ارمغان      |               |
| ۱۳۹۸ | چند می‌گیری گریه کنی ۲    | علی توکل‌نیا      |               |
| ۱۳۹۷ | آواز در خواب             | آرش سجادی حسینی  | فتحی          |
| ۱۳۹۷ | آپاچی                    | آرش معیریان      |               |
| ۱۳۹۳ | سه بیگانه                | مهدی مظلومی      | حاج آقا       |
| ۱۳۹۲ | کالسکه                   | آرش معیریان      | ابی           |
| ۱۳۹۲ | لامپ ۱۰۰                 | سعید آقاخانی     | مرد تاکسی     |
| ۱۳۹۱ | جابه‌جا                   | علی توکل‌نیا      | رئیس کارخانه  |
| ۱۳۸۹ | کنسرت روی آب             | جهانگیر جهانگیری | هدایت هدایتی  |
| ۱۳۸۸ | دربارش گریه کن           | اصغر بقال        |               |
| ۱۳۸۸ | بابای اجباری             | عباس مرادیان     |               |
| ۱۳۸۵ | اگه می‌تونی منو بگیر      | شاهد احمدلو      |               |
| ۱۳۸۵ | قاعده بازی               | احمدرضا معتمدی   | کارآگاه عتیقه |
| ۱۳۷۹ | چند می‌گیری گریه کنی      | شاهد احمدلو      | اشکبوس        |
| ۱۳۷۹ | رقص شیطان                | اسماعیل براری    |               |
| ۱۳۷۶ | کلید ازدواج              | داوود موثقی      | رئیس          |
| ۱۳۷۶ | مرد عوضی                 | محمدرضا هنرمند   |               |
| ۱۳۷۴ | مرد نامرئی               | فریال بهزاد      |               |
| ۱۳۷۳ | آرزوی بزرگ               | خسرو شجاعی       |               |
| ۱۳۷۳ | دیدار                    | محمدرضا هنرمند   |               |
| ۱۳۶۰ | پیکرتراش - از عوج تا اوج | محمدرضا مجدد     |               |

### مجموعهٔ تلویزیونی
| سال       | نام                     | کارگردان                              | نقش                |
| --------- | ----------------------- | ------------------------------------- | ------------------ |
| ۱۴۰۳      | چرخ گردون۲              | جواد مزدآبادی                         |                    |
| ۱۴۰۲      | چرخ گردون               | جواد مزدآبادی                         |                    |
| ۱۴۰۱      | رضا بقال                | حمید لولایی                           |                    |
| ۱۴۰۱      | چشم‌بندی                 | شاهد احمدلو                           |                    |
| ۱۴۰۱      | جزر و مد                | علی عبدالعلی‌زاده                      |                    |
| ۱۴۰۱      | خوشنام                  | علیرضا نجف‌زاده                        | اوستا شفیع         |
| ۱۴۰۰      | بوتیمار                 | علیرضا نجف‌زاده                        | پرویز گلابی        |
| ۱۳۹۹      | بچه محل                 | احمد درویشعلی‌پور                      | استاد خان‌جان       |
| ۱۳۹۹      | نون خ ۲                 | سعید آقاخانی                          | پاشا خداپرست       |
| ۱۳۹۸      | زندگی شگفت‌انگیز است     | مجتبی چراغعلی                         |                    |
| ۱۳۹۷      | شب عید                  | سعید آقاخانی                          | آقای سیفی          |
| ۱۳۹۶      | پنچری                   | برزو نیک‌نژاد                          | عمو پرویز          |
| ۱۳۹۴      | سه شو                   | سیدجواد رضویان                        |                    |
| ۱۳۹۴      | محله گل و بلبل          | احمد درویشعلی‌پور                      | پدربزرگ امیرمحمد   |
| ۱۳۹۲–۱۳۹۳ | معراجی‌ها                | مسعود ده‌نمکی                          |                    |
| ۱۳۹۲      | خروس                    | سعید آقاخانی                          |                    |
| ۱۳۹۱      | دزد و پلیس              | سعید آقاخانی                          |                    |
| ۱۳۹۱      | خانه اجاره‌ای (سری دوم)  | شاهد احمدلو                           |                    |
| ۱۳۹۰      | نقطه سر خط              | سعید آقاخانی                          | صمد قیصری          |
| ۱۳۹۰      | چهار چرخ                | جواد مزدآبادی                         | ذبیح               |
| ۱۳۸۹      | خوش‌نشین‌ها               | سعید آقاخانی                          | تورج صدری          |
| ۱۳۸۸      | مسافران                 | رامبد جوان                            | فرخ افروخته        |
| ۱۳۸۷      | بزنگاه                  | رضا عطاران                            | صابر پرور          |
| ۱۳۸۶      | پیامک از دیار باقی      | سیروس مقدم                            | بهرام              |
| ۱۳۸۶      | چارخونه                 | سروش صحت                              | منصور جمالی        |
| ۱۳۸۵      | ترش و شیرین             | رضا عطاران                            | جهان جهانگیری      |
| ۱۳۸۴      | زندگی به شرط خنده       | مهدی مظلومی                           |                    |
| ۱۳۸۲–۱۳۸۳ | خانه‌به‌دوش               | رضا عطاران                            | ماشالله مرزوقی     |
| ۱۳۸۱      | زیر آسمان شهر (سری سوم) | مهران غفوریان                         | خشایار مستوقی      |
| ۱۳۸۰      | زیر آسمان شهر (سری دوم) | مهران غفوریان                         | خشایار مستوفی      |
| ۱۳۷۹      | زیر آسمان شهر (سری اول) | مهران غفوریان                         | خشایار مستوفی      |
| ۱۳۷۹      | قطار ابدی               | رضا عطاران                            | نرون               |
| ۱۳۷۸      | آژانس دوستی             | احمد رمضان‌زاده                        | کامیاب             |
| ۱۳۷۸      | دانی و من (سری دوم)     | علی عبدالعلی‌زاده                      |                    |
| ۱۳۷۷      | عید آن سال‌ها            | سعید ابراهیمی‌فر                       | میرزا مسعود تهرانی |
| ۱۳۷۷      | محاکمه                  | حسن هدایت                             | پزشک احمدی         |
| ۱۳۷۷      | مجید دلبندم             | رضا عطاران                            |                    |
| ۱۳۷۶      | گل‌های آفتابگردان        | مسعود شاه‌محمدی                        |                    |
| ۱۳۷۳      | ساعت خوش                | مهران مدیری                           |                    |
| ۱۳۷۲      | نوروز ۷۲                | داریوش کاردان علی عمرانی مهرداد خسروی |                    |
| ۱۳۷۱      | آپارتمان                | اصغر هاشمی                            |                    |
| ۱۳۷۰      | فراموش‌خانه              | عبدالرضا نواب‌صفوی                     |                    |
| ۱۳۶۰      | سربداران                | محمدعلی نجفی                          |                    |

### شبکهٔ نمایش خانگی
| سال  | نام        | کارگردان      | نقش        |
| ---- | ---------- | ------------- | ---------- |
| ۱۴۰۳ | جوکر ۲     | احسان علیخانی | شرکت کننده |
| ۱۴۰۰ | شب آهنگی   | حامد آهنگی    | مهمان      |
| ۱۴۰۰ | جوکر       | احسان علیخانی | شرکت‌کننده  |
| ۱۳۹۹ | موچین      | حسین تبریزی   |            |
| ۱۳۹۴ | شام ایرانی | سعید ابوطالب  | شرکت‌کننده  |